# Podział administracyjny Kościoła katolickiego na Madagaskarze
Podział administracyjny Kościoła katolickiego na Madagaskarze
Jednostki administracyjne Kościoła katolickiego obrządku łacińskiego w Madagaskarze (stan na wrzesień 2013 roku):
- Metropolia Antananarivo
  - Archidiecezja Antananarivo
    - Diecezja Antsirabé
    - Diecezja Miarinarivo
    - Diecezja Tsiroanomandidy
- Metropolia Antsiranana
  - Archidiecezja Antsiranana
    - Diecezja Ambanja
    - Diecezja Mahajanga
    - Diecezja Port-Bergé
- Metropolia Fianarantsoa
  - Archidiecezja Fianarantsoa
    - Diecezja Ambositra
    - Diecezja Farafangana
    - Diecezja Ihosy
    - Diecezja Mananjary
- Metropolia Toamasina
  - Archidiecezja Toamasina
    - Diecezja Ambatondrazaka
    - Diecezja Fenoarivo Atsinanana
    - Diecezja Moramanga
- Metropolia Toliara
  - Archidiecezja Toliara
    - Diecezja Morombe
    - Diecezja Morondava
    - Diecezja Tôlagnaro